# Shadow of the Moon
Shadow of the Moon è l'album d'esordio del gruppo musicale angloamericano Blackmore's Night, riunito intorno a Ritchie Blackmore, ex-chitarrista dei Deep Purple e dei Rainbow, ed a Candice Night alla voce.

## Descrizione
Imperniato soprattutto su melodie rinascimentali, come quelle del compositore fiammingo Tielman Susato, riunisce sonorità medievali, folk e pop. È un disco essenzialmente acustico in cui sono inseriti anche brani di chitarra elettrica. Nelle prime due settimane dall'uscita in Giappone ha venduto centomila copie.

## Tracce
1. Shadow of the Moon - 5:06
2. The Clock Ticks On - 5:15 (tradizionale di Tielman Susato)
3. Be Mine Tonight - 2:51
4. Play Minstrel Play - 3:59 (tradizionale di Pierre Attaingnant)
5. Ocean Gypsy - 6:06 (cover dei Renaissance)
6. Minstrel Hall - 2:36
7. Magical World - 4:02 (tradizionale di Pierre Attaingnant)
8. Writing on the Wall - 4:35 (tradizionale di Pëtr Il'ič Čajkovskij)
9. Renaissance Faire - 4:16 (tradizionale di Tielman Susato)
10. Memmingen - 1:05
11. No Second Chance – 5:39
12. Mond Tanz - 3:33
13. Spirit of the Sea - 4:50
14. Greensleeves - 3:47 (tradizionale)
15. Wish You Were Here - 5:02 (cover dei Rednex)

Tracce bonus
1. Possum's Last Dance - 2:42

## Formazione

### Membri ufficiali
- Ritchie Blackmore - chitarra elettrica, chitarra acustica, basso, mandolino, tamburo, tamburello
- Candice Night - voce, cori
- Pat Regan - tastiera
- Jeff Glixman, tastiera
- Kevin Dunne, batteria

### Altri musicisti
- Jessie Haynes - chitarra acustica
- Mick Cervino - basso
- Gerald Flashman - flauto dolce, tromba, corno francese
- Lady Green - viola, violino, violoncello

### Ospiti
- Ian Anderson - flauto traverso in Play Minstrel Play
- Scott Hazzel - voce in Play Minstrel Play